# Félix Lipesker
Félix Lipesker (Rosario, provincia de Santa Fe, Argentina, 13 de enero de 1913 – 22 de marzo de 1970), que usaba los seudónimos de Félix Villa y de Tino Lari, fue un profesor de música, bandoneonista y compositor que se dedicó especialmente al género del tango. Era hermano del violinista y compositor Leo Lipesker. 

## Antecedentes familiares
Era hijo de José Lipezker y Ana Dobin, un matrimonio judío radicado en Rosario proveniente de la localidad ucraniana de Odesa (en aquel entonces dentro del Imperio ruso). Eran seis hermanos argentinos, Germán, nacido en 1912, Félix en 1913, León en 1916, Santos (en realidad Salomón) en 1918, Marcos y Freddy (Jaime) en 1925. Todos estudiaron música en Rosario y 4 de ellos se dedicaron profesionalmente a ella. Félix, León, Freddy y Santos, el más  popular. El padre fabricaba gorras, y llegó a ocupar unos 20 obreros en su taller. Ana falleció tempranamente en 1928.

## Actividad profesional
Un día su hermano mayor Germán llevó a la casa un bandoneón Doble A de nácar blanco, de la fábrica alemana Alfred Arnold, que sin una finalidad concreta había comprado al verlo en un escaparate. Félix lo encontró unos días después y, atraído por un instrumento de muy candorosa belleza, en pocas semanas aprendió a obtener melodías con el mismo, lo que motivó a Germán a llevarlo  a estudiar con Abel Bedrune y, un año después, ya actuaba en un café rosarino, formando parte de la orquesta de su maestro.
Félix Lipesker era un intérprete con estilo delicado, sutil, intimista. En 1934 se incorporó en Buenos Aires al conjunto de Julio De Caro, del que se habían desvinculado los bandoneonistas Pedro Laurenz y Armando Blasco.

## Enseñanza y edición de música
Con su compañero de la fila de bandoneones de De Caro, Carlos Marcucci abrió un conservatorio del que derivó el famoso método para aprender a ejecutar el bandoneón Marcucci-Lipesker, que se publicó en 1945, con el que  incluso se enseñaba por correspondencia. En una época en la que brotaban en las provincias orquestas que requerían bandoneonistas, incluso algunos  que se habían formado por correo encontraban ocupación. Entre los alumnos  que estudiaron con Lipesker y luego se destacaron se encontraba Leopoldo Federico, que interrumpió al no poder seguir pagando las cuotas. Compró la editorial musical Sudamericana y luego se la vendió a Julio Korn, permaneciendo en la dirección de todo el conglomerado. Dejó a pedido de su mujer las largas madrugadas de cabaré con De Caro y se dedicó a la explotación comercial del conservatorio y la editorial. Creó la Biblioteca del Bandoneonista, adaptando y digitando obras clásicas famosas para ese instrumento, -valses de Chopin, obras de Isaac Albéniz, Rimski-Kórsakov y Paganini- e incluso el método Hanon de piano. También editó álbumes de variaciones para bandoneón que contenían, cada uno, diez tangos de  compositores del nivel de De Caro, Aníbal Troilo y Enrique Santos Discépolo.

## Labor como compositor
En colaboración con el letrista Homero Manzi escribió los hermosos valses Romántica, uno de sus mayores éxitos, Más allá y Tu nombre, los tangos Alba, Muchacha y Pajarito así como la milonga Arrabal, en cuya letra una luna amarilla siembra misterios, caminando en puntillas sobre los techos. 
En colaboración con el pianista de Osvaldo Fresedo, Emilio Barbato, compuso la música de Este viejo corazón, con letra de José María Contursi; Adiós adiós corazón y Naná, con letra de Cátulo Castillo, los que fueron grabados por la orquesta de Fresedo y editados por Julio Korn. En 1944 compuso En cada puerto un adiós, von letra de Carlos Bahr y al año siguiente Mi nataí, en colaboración con Jerome Once –seudónimo de Leonardo Timor. También el tango A Rosario Central, el club de los amores de todos los Lipesker. La partitura se vendía en el estadio del mismo a 10 centavos, con la foto del equipo en la portada.

## Polémicas
A menudo está puesta en duda cuál fue la participación real de Félix Lipesker en las obras que aparecen con su firma. Esta duda reacae, por ejemplo, sobre los arreglos para bandoneón solo, que firmó con Federico o el método para aprender bandoneón que se presume que fue hecho por Marcucci y que Lipesker solo lo revisó y corrigió, tarea para nada irrelevante.